# NGC 4239
NGC 4239 (również PGC 39398 lub UGC 7316) – galaktyka eliptyczna (E), znajdująca się w gwiazdozbiorze Warkocza Bereniki. Odkrył ją Frederick Pechüle w kwietniu 1884 roku.